# Federhalter

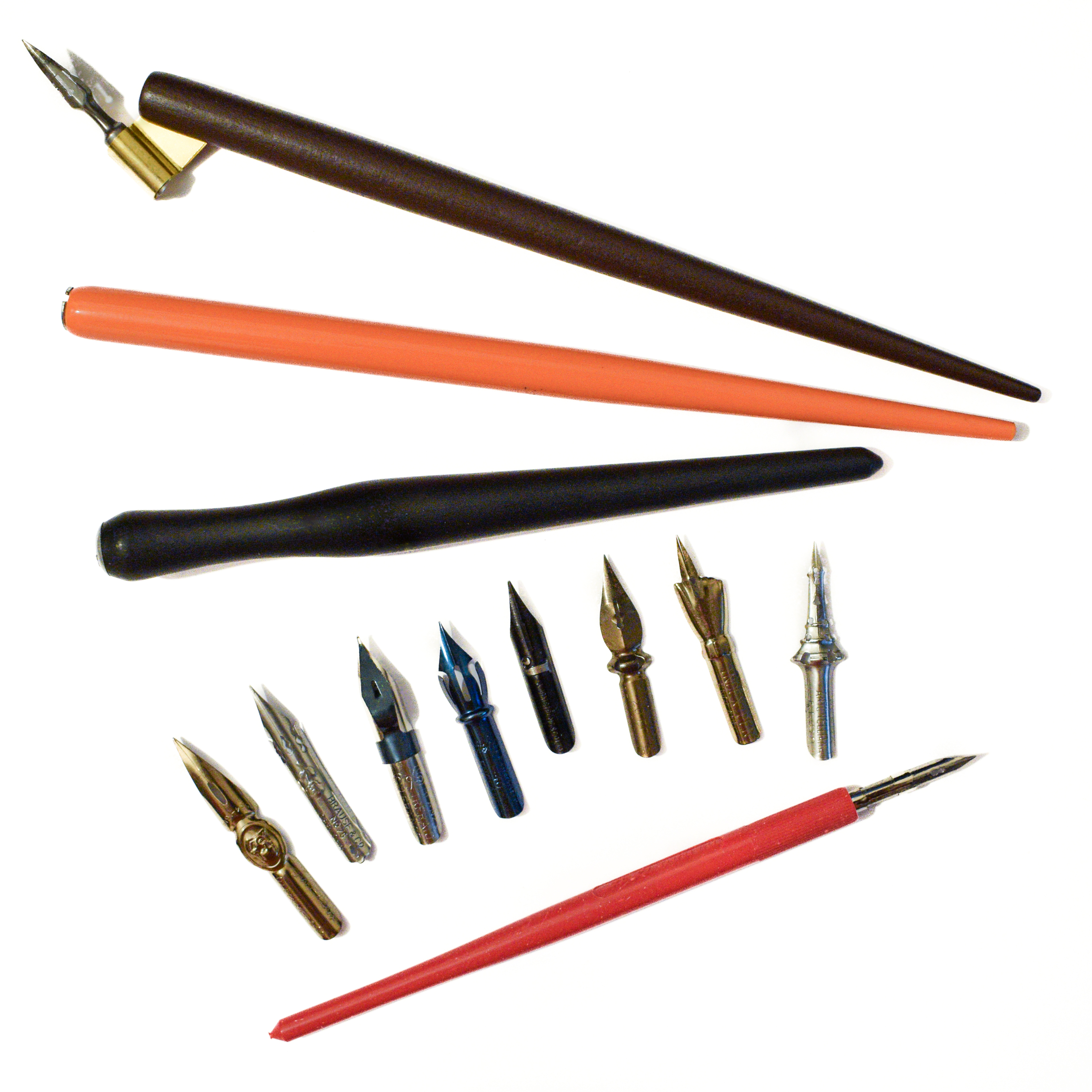
Federhalter und Schreibfedern

Ein Federhalter ist ein Schreibgerät in Stiftform, in dessen vorderes Ende eine Schreib- oder Schneidefeder gesteckt wird.
Federhalter werden meist in einfacher Ausführung aus Holz oder Kunststoff gefertigt. Es gibt jedoch auch wertvollere Federhalter aus z. B. Ebenholz, Elfenbein, Silber oder Glas, letztere bekannt als „Venezianische Glasfeder“.